# Johann Friedrich Greuter

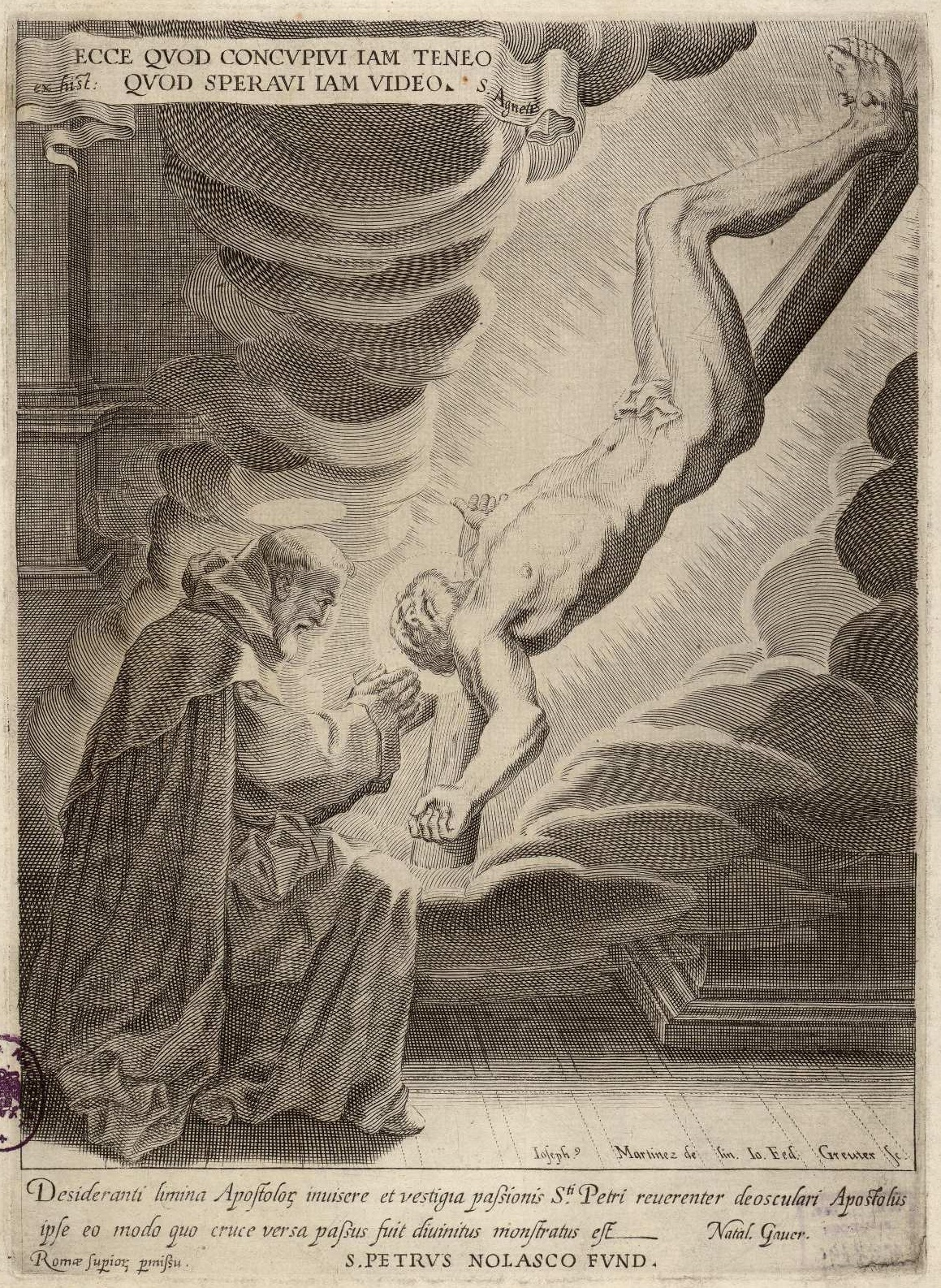
San Pedro apóstol se aparece a san Pedro Nolasco. Serie de la vida de san Pedro Nolasco. Grabado a buril de Johann Friedrich Greuter por dibujo de Jusepe Martínez, 1627. Biblioteca Nacional de España

Johann Friedrich Greuter (Estrasburgo, c. 1590-Roma, 10 de marzo de 1662) fue un grabador a buril y dibujante establecido en Roma, hijo y discípulo del también grabador Matthäus Greuter, radicado en Roma desde 1603.
Grabador de reproducción de obras de arte por dibujo e invención generalmente ajenos, la primera obra fechada que de él se conoce es un retrato datado en 1619 de Estanislao de Kostka, aún beato, por dibujo de Antonio Circignani, con quien en los años inmediatos mantuvo una relación profesional estrecha. Otra obra temprana, fechada en Roma en 1622 y posiblemente por dibujo propio pues en la firma no consta el nombre del inventor, es el retrato del canonista portugués Agostinho Barbosa, prolífico escritor y lexicógrafo. De fecha próxima ha de ser el retrato de Giambattista Marino, algo más informal y coronado de laurel, por pintura de Simon Vouet. Hacia 1627, fecha que aparece en una de las estampas de la serie, abrió a buril cinco de las planchas de una serie dedicada a la vida de san Pedro Nolasco por dibujos del aragonés Jusepe Martínez, residente entre 1623 y 1627 en Roma a donde había viajado para completar su formación.

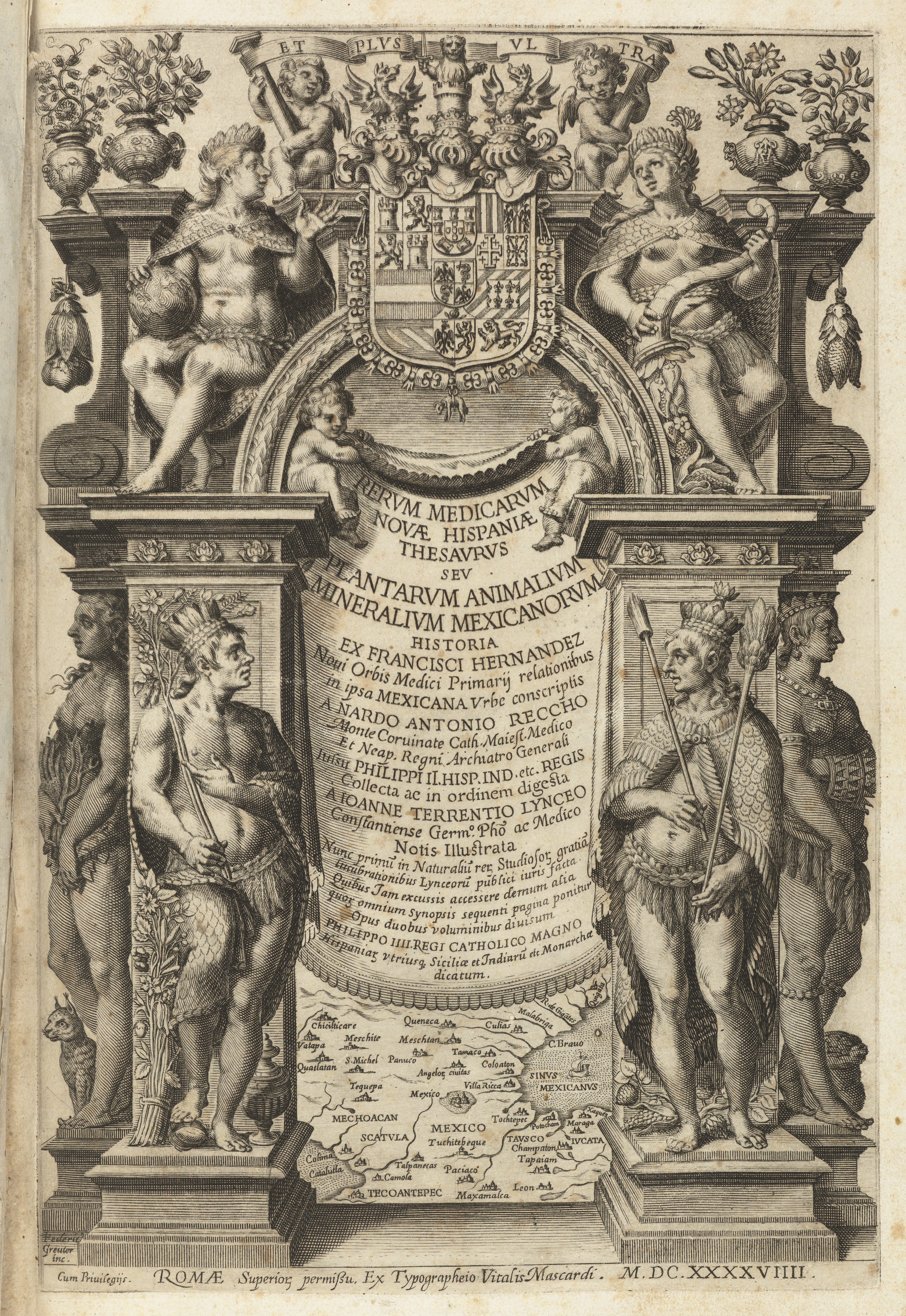
Frontispicio de la obra de Francisco Hernández de Toledo, Rerum medicarum Novae Hispaniae thesaurus, seu, plantarum, animalium, mineralium Mexicanorum historia, Roma, 1648.

La década de 1630 es la de más intensa actividad de Greuter. Vinculado a los Barberini participó en la ilustración de lujosos libros, bellamente impresos, como los Poemata de Maffeo Barberini, más tarde papa Urbano VIII, editados en Roma en 1631, para los que Greuter grabó David con el arpa por dibujo de Gianlorenzo Bernini, o el De florum cultura, del botánico jesuita Giovanni Battista Ferrari (1633), patrocinado por el cardenal Francesco Barberini, para el que proporcionó siete grabados por dibujos de Pietro da Cortona (cuatro), Guido Reni, Andrea Sacchi y Giovanni Lanfranco. Suyos son también cinco de los grabados que ilustran la edición de 1640 de los Documenti d'amore de Francesco da Barberino, considerado uno de los libros más bellamente impresos del siglo XVII, encargo de Francesco Barberini que confió los dibujos a Camillo Massimo, buen aficionado y coleccionista de pintura, y la portada de otro libro célebre, el Aedes Barberinae de Girolamo Testi (1642), con algunos de los grabados interiores sobre dibujos de Cortona.
Colaboró también con alguna estampa de reproducción de obras de la antigüedad en la Galleria Giustiniana del marchese Vincenzo Giustiniani, de la que salió una primera edición en 1635.
Mal conocida su actividad en sus últimos años, en 1654 habría viajado a Madrid, donde en la Imprenta Real salió publicado El devoto peregrino, viage de Tierra Santa, de fray Antonio de Castillo, con portada calcográfica firmada por Greuter. Pero tal viaje no es seguro que lo llevase a cabo, atendiendo a los libros parroquiales en los que Greuter aparece registrado sin interrupción. Su contacto con autores y obras españolas es, en cualquier caso, anterior y podría haber atendido al encargo de la Imprenta Real sin salir de Italia. Ese contacto con las cosas de España se demuestra también con su firma en el frontispicio del tratado botánico de Francisco Hernández de Toledo, Rerum medicarum Novae Hispaniae thesaurus, seu, plantarum, animalium, mineralium Mexicanorum historia, Roma, 1648.